# Liste des planètes mineures non numérotées découvertes en novembre 2013
Pour un article plus général, voir Liste des planètes mineures non numérotées découvertes en 2013.
Pour un article plus général, voir Liste des planètes mineures.
Cet article dresse la liste des planètes mineures (astéroïdes, centaures, objets transneptuniens et assimilés) non numérotées découvertes en novembre 2013 dans l'ordre de leur découverte.
Au 15 janvier 2025, 661 077 des 1 434 993 planètes mineures répertoriées par le Centre des planètes mineures ne sont pas encore numérotées, soit 46,07 %.

## Rappel concernant la désignation provisoire
La désignation provisoire indique l'ordre de découverte de ces objets. En effet, cette désignation est composée de l'année de découverte (par exemple 2013) suivie de la quinzaine (demi-mois) de découverte (p.e. A = 1-15 janvier) puis de l'ordre de découverte dans cette quinzaine. Cet ordre est indiqué par une lettre et éventuellement un chiffre comme suit : A pour la première découverte, B pour la deuxième, ..., Z pour la 25e (le I n'est pas utilisé pour éviter la confusion avec 1), A1 pour la 26e, B1 pour la 27e, etc. , Z1 pour la 50e, A2 pour la 51e, B2 pour la 52e, etc. L'ordre de la numérotation ne suit donc pas l'ordre alphanumérique. 2013 AA1 suit ainsi 2013 AZ et précède 2013 AB1.

## Liste

### Du1erau 15 novembre 2013
- 2013 VA
- 2013 VE
- 2013 VF
- 2013 VG
- 2013 VJ
- 2013 VK
- 2013 VL
- 2013 VV
- 2013 VY
- 2013 VT1
- 2013 VU1
- 2013 VV1
- 2013 VY1
- 2013 VG2
- 2013 VH2
- 2013 VJ2
- 2013 VK2
- 2013 VL2
- 2013 VM2
- 2013 VT2
- 2013 VZ2
- 2013 VD3
- 2013 VW3
- 2013 VD4
- 2013 VH4
- 2013 VM4
- 2013 VN4
- 2013 VO4
- 2013 VP4
- 2013 VQ4
- 2013 VR4
- 2013 VT4
- 2013 VV4
- 2013 VW4
- 2013 VX4
- 2013 VZ4
- 2013 VB5
- 2013 VE5
- 2013 VG5
- 2013 VJ5
- 2013 VL5
- 2013 VM5
- 2013 VN5
- 2013 VO5
- 2013 VS5
- 2013 VX5
- 2013 VA6
- 2013 VJ6
- 2013 VX6
- 2013 VJ7
- 2013 VS7
- 2013 VT7
- 2013 VB8
- 2013 VE8
- 2013 VS8
- 2013 VV8
- 2013 VZ8
- 2013 VE9
- 2013 VH9
- 2013 VJ9
- 2013 VK9
- 2013 VL9
- 2013 VM9
- 2013 VN9
- 2013 VS9
- 2013 VU9
- 2013 VX9
- 2013 VY9
- 2013 VZ9
- 2013 VA10
- 2013 VB10
- 2013 VC10
- 2013 VJ11
- 2013 VK11
- 2013 VM11
- 2013 VN11
- 2013 VO11
- 2013 VP11
- 2013 VQ11
- 2013 VT11
- 2013 VY11
- 2013 VZ11
- 2013 VA12
- 2013 VB12
- 2013 VF12
- 2013 VG12
- 2013 VH12
- 2013 VJ12
- 2013 VM12
- 2013 VP12
- 2013 VQ12
- 2013 VR12
- 2013 VS12
- 2013 VT12
- 2013 VU12
- 2013 VV12
- 2013 VW12
- 2013 VX12
- 2013 VY12
- 2013 VB13
- 2013 VD13
- 2013 VE13
- 2013 VF13
- 2013 VH13
- 2013 VJ13
- 2013 VK13
- 2013 VL13
- 2013 VM13
- 2013 VN13
- 2013 VO13
- 2013 VP13
- 2013 VQ13
- 2013 VR13
- 2013 VS13
- 2013 VT13
- 2013 VV13
- 2013 VW13
- 2013 VX13
- 2013 VY13
- 2013 VZ13
- 2013 VA14
- 2013 VB14
- 2013 VK14
- 2013 VQ14
- 2013 VU14
- 2013 VX14
- 2013 VC15
- 2013 VK15
- 2013 VL15
- 2013 VY15
- 2013 VZ15
- 2013 VG16
- 2013 VP16
- 2013 VX16
- 2013 VZ16
- 2013 VA17
- 2013 VB17
- 2013 VD17
- 2013 VK17
- 2013 VL17
- 2013 VM17
- 2013 VN17
- 2013 VT17
- 2013 VM18
- 2013 VE19
- 2013 VG19
- 2013 VQ19
- 2013 VB20
- 2013 VL21
- 2013 VC22
- 2013 VL22
- 2013 VU22
- 2013 VW22
- 2013 VQ23
- 2013 VU23
- 2013 VX23
- 2013 VY23
- 2013 VD24
- 2013 VF24
- 2013 VL24
- 2013 VS24
- 2013 VT24
- 2013 VX24
- 2013 VY24
- 2013 VZ24
- 2013 VB25
- 2013 VC25
- 2013 VQ25
- 2013 VU25
- 2013 VY26
- 2013 VW27
- 2013 VK29
- 2013 VM29
- 2013 VR29
- 2013 VS29
- 2013 VH30
- 2013 VN30
- 2013 VP30
- 2013 VU30
- 2013 VX30
- 2013 VU31
- 2013 VZ31
- 2013 VG32
- 2013 VK32
- 2013 VO32
- 2013 VQ32
- 2013 VB33
- 2013 VD33
- 2013 VE33
- 2013 VF33
- 2013 VH33
- 2013 VK33
- 2013 VQ33
- 2013 VS33
- 2013 VU33
- 2013 VW33
- 2013 VX33
- 2013 VY33
- 2013 VZ33
- 2013 VB34
- 2013 VD34
- 2013 VE34
- 2013 VH34
- 2013 VK34
- 2013 VM34
- 2013 VN34
- 2013 VO34
- 2013 VQ34
- 2013 VR34
- 2013 VS34
- 2013 VT34
- 2013 VV34
- 2013 VW34
- 2013 VY34
- 2013 VZ34
- 2013 VC35
- 2013 VD35
- 2013 VE35
- 2013 VF35
- 2013 VG35
- 2013 VH35
- 2013 VJ35
- 2013 VK35
- 2013 VM35
- 2013 VN35
- 2013 VO35
- 2013 VP35
- 2013 VQ35
- 2013 VR35
- 2013 VU35
- 2013 VV35
- 2013 VX35
- 2013 VY35
- 2013 VZ35
- 2013 VA36
- 2013 VB36
- 2013 VD36
- 2013 VE36
- 2013 VF36
- 2013 VH36
- 2013 VJ36
- 2013 VK36
- 2013 VL36
- 2013 VM36
- 2013 VN36
- 2013 VP36
- 2013 VS36
- 2013 VT36
- 2013 VV36
- 2013 VX36
- 2013 VY36
- 2013 VZ36
- 2013 VA37
- 2013 VB37
- 2013 VC37
- 2013 VD37
- 2013 VG37
- 2013 VH37
- 2013 VJ37
- 2013 VK37
- 2013 VL37
- 2013 VN37
- 2013 VR37
- 2013 VS37
- 2013 VT37
- 2013 VU37
- 2013 VV37
- 2013 VW37
- 2013 VX37
- 2013 VY37
- 2013 VZ37
- 2013 VA38
- 2013 VB38
- 2013 VC38
- 2013 VD38
- 2013 VE38
- 2013 VF38
- 2013 VG38
- 2013 VH38
- 2013 VJ38
- 2013 VK38
- 2013 VL38
- 2013 VM38
- 2013 VN38
- 2013 VO38
- 2013 VP38
- 2013 VR38
- 2013 VS38
- 2013 VT38
- 2013 VV38
- 2013 VW38
- 2013 VX38
- 2013 VY38
- 2013 VZ38
- 2013 VA39
- 2013 VC39
- 2013 VD39
- 2013 VE39
- 2013 VF39
- 2013 VG39
- 2013 VH39
- 2013 VJ39
- 2013 VK39
- 2013 VM39
- 2013 VN39
- 2013 VO39
- 2013 VP39
- 2013 VQ39
- 2013 VR39
- 2013 VT39
- 2013 VU39
- 2013 VV39
- 2013 VW39
- 2013 VX39
- 2013 VY39
- 2013 VZ39
- 2013 VA40
- 2013 VC40
- 2013 VE40
- 2013 VF40
- 2013 VG40
- 2013 VJ40
- 2013 VK40
- 2013 VL40
- 2013 VM40
- 2013 VN40
- 2013 VO40
- 2013 VQ40
- 2013 VR40
- 2013 VS40
- 2013 VT40
- 2013 VU40
- 2013 VW40
- 2013 VX40
- 2013 VY40
- 2013 VZ40
- 2013 VB41
- 2013 VC41
- 2013 VD41
- 2013 VE41
- 2013 VF41
- 2013 VG41
- 2013 VH41
- 2013 VJ41
- 2013 VK41
- 2013 VN41
- 2013 VP41
- 2013 VU41
- 2013 VB42
- 2013 VD42
- 2013 VE42
- 2013 VH42
- 2013 VR42
- 2013 VT42
- 2013 VV42
- 2013 VW42
- 2013 VX42
- 2013 VY42
- 2013 VA43
- 2013 VB43
- 2013 VJ43
- 2013 VL43
- 2013 VN43
- 2013 VP43
- 2013 VQ43
- 2013 VR43
- 2013 VS43
- 2013 VT43
- 2013 VW43
- 2013 VY43
- 2013 VZ43
- 2013 VA44
- 2013 VB44
- 2013 VD44
- 2013 VE44
- 2013 VF44
- 2013 VG44
- 2013 VH44
- 2013 VK44
- 2013 VL44
- 2013 VN44
- 2013 VO44
- 2013 VP44
- 2013 VS44
- 2013 VU44
- 2013 VV44
- 2013 VW44
- 2013 VY44
- 2013 VZ44
- 2013 VA45
- 2013 VC45
- 2013 VD45
- 2013 VF45
- 2013 VG45
- 2013 VH45
- 2013 VJ45
- 2013 VK45
- 2013 VL45
- 2013 VM45
- 2013 VN45
- 2013 VO45
- 2013 VP45
- 2013 VQ45
- 2013 VR45
- 2013 VT45
- 2013 VV45
- 2013 VW45
- 2013 VX45
- 2013 VY45
- 2013 VZ45
- 2013 VA46
- 2013 VC46
- 2013 VE46
- 2013 VF46
- 2013 VG46
- 2013 VJ46
- 2013 VK46
- 2013 VL46
- 2013 VM46
- 2013 VN46
- 2013 VO46
- 2013 VP46
- 2013 VQ46
- 2013 VR46
- 2013 VS46
- 2013 VX46
- 2013 VY46
- 2013 VZ46
- 2013 VA47
- 2013 VB47
- 2013 VC47
- 2013 VD47
- 2013 VE47
- 2013 VG47
- 2013 VH47
- 2013 VJ47
- 2013 VK47
- 2013 VL47
- 2013 VM47
- 2013 VN47
- 2013 VR47
- 2013 VS47
- 2013 VT47
- 2013 VU47
- 2013 VV47
- 2013 VW47
- 2013 VY47
- 2013 VZ47
- 2013 VF48
- 2013 VH48
- 2013 VO48
- 2013 VR48
- 2013 VS48
- 2013 VT48
- 2013 VV48
- 2013 VW48
- 2013 VZ48
- 2013 VA49
- 2013 VB49
- 2013 VD49
- 2013 VE49
- 2013 VF49
- 2013 VG49
- 2013 VH49
- 2013 VJ49
- 2013 VK49
- 2013 VL49
- 2013 VM49
- 2013 VN49
- 2013 VO49
- 2013 VQ49
- 2013 VR49
- 2013 VS49
- 2013 VT49
- 2013 VU49
- 2013 VV49
- 2013 VX49
- 2013 VD50
- 2013 VE50
- 2013 VF50
- 2013 VG50
- 2013 VH50
- 2013 VK50
- 2013 VL50
- 2013 VM50
- 2013 VO50
- 2013 VQ50
- 2013 VR50
- 2013 VS50
- 2013 VU50
- 2013 VV50
- 2013 VW50
- 2013 VX50
- 2013 VZ50
- 2013 VA51
- 2013 VB51
- 2013 VW51
- 2013 VX51
- 2013 VC52
- 2013 VD52
- 2013 VK52
- 2013 VM52
- 2013 VO52
- 2013 VP52
- 2013 VQ52
- 2013 VT52
- 2013 VX52
- 2013 VZ52
- 2013 VA53
- 2013 VC53
- 2013 VF53
- 2013 VG53
- 2013 VK53
- 2013 VP53
- 2013 VR53
- 2013 VS53
- 2013 VT53
- 2013 VW53
- 2013 VX53
- 2013 VD54
- 2013 VE54
- 2013 VF54
- 2013 VG54
- 2013 VJ54
- 2013 VK54
- 2013 VO54
- 2013 VQ54
- 2013 VU54
- 2013 VW54
- 2013 VY54
- 2013 VZ54
- 2013 VA55
- 2013 VC55
- 2013 VG55
- 2013 VH55
- 2013 VJ55
- 2013 VK55
- 2013 VL55
- 2013 VN55
- 2013 VS55
- 2013 VV55
- 2013 VW55
- 2013 VZ55
- 2013 VA56
- 2013 VC56
- 2013 VD56
- 2013 VL56
- 2013 VM56
- 2013 VN56
- 2013 VO56
- 2013 VR56
- 2013 VS56
- 2013 VT56
- 2013 VU56
- 2013 VV56
- 2013 VW56
- 2013 VX56
- 2013 VY56
- 2013 VB57
- 2013 VC57
- 2013 VE57
- 2013 VF57
- 2013 VG57
- 2013 VH57
- 2013 VJ57
- 2013 VK57
- 2013 VL57
- 2013 VM57
- 2013 VN57
- 2013 VO57
- 2013 VP57
- 2013 VQ57
- 2013 VR57
- 2013 VU57
- 2013 VV57
- 2013 VY57
- 2013 VG58
- 2013 VM58
- 2013 VP58
- 2013 VR58
- 2013 VT58
- 2013 VU58
- 2013 VV58
- 2013 VW58
- 2013 VX58
- 2013 VY58
- 2013 VZ58
- 2013 VA59
- 2013 VC59
- 2013 VD59
- 2013 VE59
- 2013 VF59
- 2013 VG59
- 2013 VH59
- 2013 VJ59
- 2013 VK59
- 2013 VL59
- 2013 VM59
- 2013 VN59
- 2013 VP59
- 2013 VQ59
- 2013 VR59
- 2013 VS59
- 2013 VU59
- 2013 VX59
- 2013 VY59
- 2013 VA60
- 2013 VC60
- 2013 VE60
- 2013 VG60
- 2013 VH60
- 2013 VK60
- 2013 VM60
- 2013 VN60
- 2013 VO60
- 2013 VP60
- 2013 VV60
- 2013 VW60
- 2013 VX60
- 2013 VY60
- 2013 VZ60
- 2013 VA61
- 2013 VB61
- 2013 VC61
- 2013 VD61
- 2013 VE61
- 2013 VF61
- 2013 VG61
- 2013 VH61
- 2013 VJ61
- 2013 VK61
- 2013 VM61
- 2013 VN61
- 2013 VP61
- 2013 VQ61
- 2013 VU61
- 2013 VW61
- 2013 VX61
- 2013 VY61
- 2013 VZ61
- 2013 VB62
- 2013 VC62
- 2013 VD62
- 2013 VE62
- 2013 VF62
- 2013 VG62
- 2013 VJ62
- 2013 VK62
- 2013 VL62
- 2013 VM62
- 2013 VN62
- 2013 VO62
- 2013 VP62
- 2013 VQ62
- 2013 VR62
- 2013 VU62
- 2013 VW62
- 2013 VX62
- 2013 VY62
- 2013 VZ62
- 2013 VA63
- 2013 VB63
- 2013 VC63
- 2013 VD63
- 2013 VE63
- 2013 VF63
- 2013 VG63
- 2013 VH63
- 2013 VJ63
- 2013 VK63
- 2013 VM63
- 2013 VN63
- 2013 VO63
- 2013 VQ63
- 2013 VR63
- 2013 VS63
- 2013 VU63
- 2013 VV63
- 2013 VW63
- 2013 VX63
- 2013 VY63
- 2013 VZ63
- 2013 VA64
- 2013 VB64
- 2013 VC64
- 2013 VD64
- 2013 VE64
- 2013 VF64
- 2013 VG64
- 2013 VJ64
- 2013 VK64
- 2013 VM64
- 2013 VN64
- 2013 VO64
- 2013 VP64
- 2013 VQ64
- 2013 VR64
- 2013 VS64
- 2013 VT64
- 2013 VV64
- 2013 VW64
- 2013 VX64
- 2013 VZ64
- 2013 VA65
- 2013 VB65
- 2013 VD65
- 2013 VH65
- 2013 VK65
- 2013 VL65
- 2013 VM65
- 2013 VO65
- 2013 VS65
- 2013 VU65
- 2013 VV65
- 2013 VW65
- 2013 VZ65
- 2013 VA66
- 2013 VB66
- 2013 VC66
- 2013 VD66
- 2013 VG66
- 2013 VH66
- 2013 VJ66
- 2013 VK66
- 2013 VL66
- 2013 VM66
- 2013 VN66
- 2013 VP66
- 2013 VR66
- 2013 VT66
- 2013 VU66
- 2013 VW66
- 2013 VX66
- 2013 VD67
- 2013 VE67
- 2013 VF67
- 2013 VG67
- 2013 VH67
- 2013 VJ67
- 2013 VK67
- 2013 VL67
- 2013 VM67
- 2013 VP67
- 2013 VQ67
- 2013 VT67
- 2013 VU67
- 2013 VV67
- 2013 VW67
- 2013 VX67
- 2013 VY67
- 2013 VZ67
- 2013 VA68
- 2013 VC68
- 2013 VE68
- 2013 VF68
- 2013 VG68
- 2013 VH68
- 2013 VK68
- 2013 VL68
- 2013 VM68
- 2013 VN68
- 2013 VO68
- 2013 VT68
- 2013 VW68
- 2013 VX68
- 2013 VY68
- 2013 VC69
- 2013 VE69
- 2013 VG69
- 2013 VH69
- 2013 VJ69
- 2013 VK69
- 2013 VL69
- 2013 VM69
- 2013 VN69
- 2013 VO69
- 2013 VR69
- 2013 VU69
- 2013 VV69
- 2013 VZ69
- 2013 VA70
- 2013 VC70
- 2013 VD70
- 2013 VE70
- 2013 VF70
- 2013 VG70
- 2013 VH70
- 2013 VK70
- 2013 VL70
- 2013 VM70
- 2013 VN70
- 2013 VO70
- 2013 VP70
- 2013 VQ70
- 2013 VR70
- 2013 VS70
- 2013 VT70
- 2013 VU70
- 2013 VV70
- 2013 VX70
- 2013 VY70
- 2013 VZ70
- 2013 VA71
- 2013 VB71
- 2013 VC71
- 2013 VE71
- 2013 VF71
- 2013 VG71
- 2013 VH71
- 2013 VJ71
- 2013 VL71
- 2013 VM71
- 2013 VO71
- 2013 VQ71
- 2013 VR71
- 2013 VS71
- 2013 VT71
- 2013 VU71
- 2013 VV71
- 2013 VW71
- 2013 VX71
- 2013 VY71
- 2013 VZ71
- 2013 VA72
- 2013 VB72
- 2013 VC72
- 2013 VD72
- 2013 VE72
- 2013 VF72
- 2013 VG72
- 2013 VH72
- 2013 VK72
- 2013 VL72
- 2013 VM72
- 2013 VN72
- 2013 VO72
- 2013 VP72
- 2013 VQ72
- 2013 VT72
- 2013 VU72
- 2013 VV72
- 2013 VW72
- 2013 VY72
- 2013 VZ72
- 2013 VA73
- 2013 VB73
- 2013 VC73
- 2013 VD73
- 2013 VE73
- 2013 VF73
- 2013 VH73
- 2013 VK73
- 2013 VL73
- 2013 VM73
- 2013 VN73
- 2013 VO73
- 2013 VQ73
- 2013 VS73
- 2013 VT73
- 2013 VV73
- 2013 VW73
- 2013 VY73
- 2013 VZ73
- 2013 VA74
- 2013 VB74
- 2013 VC74
- 2013 VD74
- 2013 VF74
- 2013 VG74
- 2013 VH74
- 2013 VJ74
- 2013 VK74
- 2013 VL74
- 2013 VM74
- 2013 VN74
- 2013 VO74
- 2013 VP74
- 2013 VQ74
- 2013 VR74
- 2013 VS74
- 2013 VX74
- 2013 VY74
- 2013 VZ74
- 2013 VA75
- 2013 VB75
- 2013 VC75
- 2013 VD75
- 2013 VE75
- 2013 VF75
- 2013 VG75
- 2013 VH75
- 2013 VJ75
- 2013 VK75
- 2013 VL75
- 2013 VM75
- 2013 VN75
- 2013 VQ75
- 2013 VR75
- 2013 VS75
- 2013 VT75
- 2013 VU75
- 2013 VV75
- 2013 VZ75
- 2013 VA76
- 2013 VB76
- 2013 VC76
- 2013 VE76
- 2013 VH76
- 2013 VJ76
- 2013 VK76
- 2013 VL76
- 2013 VM76
- 2013 VN76
- 2013 VO76
- 2013 VP76
- 2013 VQ76
- 2013 VR76
- 2013 VS76
- 2013 VT76
- 2013 VU76
- 2013 VV76
- 2013 VW76
- 2013 VX76
- 2013 VY76
- 2013 VZ76
- 2013 VA77
- 2013 VB77
- 2013 VC77
- 2013 VD77
- 2013 VE77
- 2013 VF77
- 2013 VH77
- 2013 VJ77
- 2013 VL77
- 2013 VM77
- 2013 VN77
- 2013 VO77
- 2013 VP77
- 2013 VQ77
- 2013 VR77
- 2013 VS77
- 2013 VT77
- 2013 VV77
- 2013 VW77
- 2013 VY77
- 2013 VB78
- 2013 VC78
- 2013 VE78
- 2013 VF78
- 2013 VG78
- 2013 VH78
- 2013 VJ78
- 2013 VL78
- 2013 VN78
- 2013 VO78
- 2013 VQ78
- 2013 VR78
- 2013 VT78
- 2013 VU78
- 2013 VV78
- 2013 VY78
- 2013 VA79
- 2013 VB79
- 2013 VC79
- 2013 VD79
- 2013 VE79
- 2013 VG79
- 2013 VJ79
- 2013 VK79
- 2013 VN79
- 2013 VO79
- 2013 VR79
- 2013 VS79
- 2013 VT79
- 2013 VU79
- 2013 VV79
- 2013 VW79
- 2013 VY79
- 2013 VA80
- 2013 VE80
- 2013 VG80
- 2013 VH80
- 2013 VJ80
- 2013 VK80
- 2013 VL80
- 2013 VM80
- 2013 VN80
- 2013 VO80
- 2013 VP80
- 2013 VQ80
- 2013 VR80
- 2013 VT80
- 2013 VU80
- 2013 VW80
- 2013 VX80
- 2013 VY80
- 2013 VZ80
- 2013 VC81
- 2013 VD81
- 2013 VE81
- 2013 VF81
- 2013 VG81
- 2013 VH81
- 2013 VJ81
- 2013 VL81
- 2013 VM81
- 2013 VN81
- 2013 VO81
- 2013 VP81
- 2013 VQ81
- 2013 VS81
- 2013 VT81
- 2013 VU81
- 2013 VV81
- 2013 VW81
- 2013 VY81
- 2013 VZ81
- 2013 VA82
- 2013 VC82
- 2013 VD82
- 2013 VE82
- 2013 VG82
- 2013 VH82
- 2013 VJ82
- 2013 VK82
- 2013 VM82
- 2013 VO82
- 2013 VP82
- 2013 VQ82
- 2013 VR82
- 2013 VS82
- 2013 VT82
- 2013 VU82
- 2013 VV82
- 2013 VW82
- 2013 VX82
- 2013 VY82
- 2013 VZ82
- 2013 VA83
- 2013 VB83
- 2013 VC83
- 2013 VD83
- 2013 VF83
- 2013 VG83
- 2013 VH83
- 2013 VJ83
- 2013 VK83
- 2013 VL83
- 2013 VM83
- 2013 VO83
- 2013 VP83
- 2013 VQ83
- 2013 VR83
- 2013 VT83
- 2013 VU83
- 2013 VV83
- 2013 VW83
- 2013 VX83
- 2013 VY83
- 2013 VZ83
- 2013 VA84
- 2013 VB84
- 2013 VC84
- 2013 VD84
- 2013 VE84
- 2013 VF84
- 2013 VH84
- 2013 VJ84
- 2013 VL84
- 2013 VM84
- 2013 VN84
- 2013 VO84
- 2013 VP84
- 2013 VQ84
- 2013 VR84
- 2013 VT84
- 2013 VU84
- 2013 VV84
- 2013 VW84
- 2013 VX84
- 2013 VY84
- 2013 VZ84
- 2013 VA85
- 2013 VB85
- 2013 VC85
- 2013 VD85
- 2013 VE85
- 2013 VF85
- 2013 VG85
- 2013 VJ85
- 2013 VK85
- 2013 VL85
- 2013 VM85
- 2013 VN85
- 2013 VO85
- 2013 VP85
- 2013 VQ85
- 2013 VR85
- 2013 VS85
- 2013 VT85
- 2013 VW85
- 2013 VX85
- 2013 VY85
- 2013 VZ85
- 2013 VA86
- 2013 VC86
- 2013 VD86
- 2013 VF86
- 2013 VG86
- 2013 VJ86
- 2013 VK86
- 2013 VL86
- 2013 VM86
- 2013 VO86
- 2013 VP86
- 2013 VQ86
- 2013 VR86
- 2013 VS86
- 2013 VU86
- 2013 VW86
- 2013 VY86
- 2013 VZ86
- 2013 VA87
- 2013 VB87
- 2013 VC87
- 2013 VD87
- 2013 VE87
- 2013 VF87
- 2013 VG87
- 2013 VH87
- 2013 VJ87
- 2013 VK87
- 2013 VL87
- 2013 VM87
- 2013 VN87
- 2013 VO87
- 2013 VP87
- 2013 VS87
- 2013 VT87
- 2013 VU87
- 2013 VV87
- 2013 VW87
- 2013 VX87
- 2013 VY87
- 2013 VZ87
- 2013 VA88
- 2013 VB88
- 2013 VC88
- 2013 VD88
- 2013 VE88
- 2013 VF88
- 2013 VG88
- 2013 VH88
- 2013 VJ88
- 2013 VK88
- 2013 VL88
- 2013 VM88
- 2013 VN88
- 2013 VO88
- 2013 VP88
- 2013 VQ88
- 2013 VR88
- 2013 VS88
- 2013 VT88
- 2013 VV88
- 2013 VW88
- 2013 VX88
- 2013 VY88
- 2013 VA89
- 2013 VB89
- 2013 VC89
- 2013 VD89
- 2013 VE89
- 2013 VF89
- 2013 VG89
- 2013 VH89
- 2013 VJ89
- 2013 VK89
- 2013 VL89
- 2013 VM89
- 2013 VN89
- 2013 VO89
- 2013 VP89
- 2013 VQ89
- 2013 VR89
- 2013 VS89
- 2013 VT89
- 2013 VU89
- 2013 VV89
- 2013 VW89
- 2013 VX89
- 2013 VY89
- 2013 VA90
- 2013 VB90
- 2013 VC90
- 2013 VD90
- 2013 VF90
- 2013 VG90
- 2013 VH90
- 2013 VK90
- 2013 VL90
- 2013 VM90
- 2013 VN90
- 2013 VP90
- 2013 VQ90
- 2013 VR90
- 2013 VS90
- 2013 VT90
- 2013 VU90
- 2013 VV90
- 2013 VX90
- 2013 VZ90
- 2013 VA91
- 2013 VB91
- 2013 VC91
- 2013 VD91
- 2013 VE91
- 2013 VF91
- 2013 VG91
- 2013 VH91
- 2013 VJ91
- 2013 VK91
- 2013 VL91
- 2013 VM91
- 2013 VN91
- 2013 VO91
- 2013 VP91
- 2013 VQ91
- 2013 VR91
- 2013 VS91
- 2013 VT91
- 2013 VU91
- 2013 VV91
- 2013 VW91
- 2013 VX91
- 2013 VY91
- 2013 VZ91
- 2013 VA92
- 2013 VB92
- 2013 VC92
- 2013 VD92
- 2013 VE92
- 2013 VF92
- 2013 VG92
- 2013 VH92
- 2013 VJ92
- 2013 VK92
- 2013 VM92
- 2013 VN92
- 2013 VO92
- 2013 VP92
- 2013 VQ92
- 2013 VR92
- 2013 VS92
- 2013 VT92
- 2013 VU92
- 2013 VV92
- 2013 VW92
- 2013 VX92
- 2013 VY92
- 2013 VZ92
- 2013 VA93
- 2013 VB93
- 2013 VC93
- 2013 VD93
- 2013 VE93
- 2013 VF93
- 2013 VG93
- 2013 VH93
- 2013 VJ93
- 2013 VK93
- 2013 VL93
- 2013 VM93
- 2013 VO93
- 2013 VP93
- 2013 VQ93
- 2013 VR93
- 2013 VS93
- 2013 VT93
- 2013 VU93
- 2013 VW93
- 2013 VX93
- 2013 VY93
- 2013 VZ93
- 2013 VA94
- 2013 VB94
- 2013 VC94
- 2013 VD94
- 2013 VE94
- 2013 VF94
- 2013 VG94
- 2013 VK94
- 2013 VL94
- 2013 VM94
- 2013 VN94
- 2013 VO94
- 2013 VQ94
- 2013 VR94
- 2013 VS94
- 2013 VT94
- 2013 VU94
- 2013 VV94
- 2013 VW94
- 2013 VX94
- 2013 VY94
- 2013 VZ94
- 2013 VA95
- 2013 VB95
- 2013 VC95
- 2013 VD95
- 2013 VE95
- 2013 VF95
- 2013 VG95
- 2013 VH95
- 2013 VJ95
- 2013 VK95
- 2013 VL95
- 2013 VM95
- 2013 VN95
- 2013 VO95
- 2013 VP95
- 2013 VQ95
- 2013 VR95
- 2013 VS95
- 2013 VT95
- 2013 VU95
- 2013 VV95
- 2013 VX95
- 2013 VY95
- 2013 VZ95
- 2013 VA96
- 2013 VB96
- 2013 VC96
- 2013 VD96
- 2013 VE96
- 2013 VF96
- 2013 VG96
- 2013 VH96
- 2013 VK96
- 2013 VL96
- 2013 VM96
- 2013 VN96
- 2013 VO96
- 2013 VP96
- 2013 VQ96
- 2013 VR96
- 2013 VT96
- 2013 VU96
- 2013 VV96
- 2013 VW96
- 2013 VX96
- 2013 VY96
- 2013 VZ96
- 2013 VA97
- 2013 VB97
- 2013 VC97

### Du 16 au 30 novembre 2013
- 2013 WC
- 2013 WH
- 2013 WK
- 2013 WL
- 2013 WM
- 2013 WN
- 2013 WV
- 2013 WY
- 2013 WC1
- 2013 WG1
- 2013 WM1
- 2013 WU1
- 2013 WZ1
- 2013 WC2
- 2013 WT2
- 2013 WR3
- 2013 WV3
- 2013 WM5
- 2013 WO5
- 2013 WP5
- 2013 WT5
- 2013 WO6
- 2013 WB7
- 2013 WJ7
- 2013 WR7
- 2013 WT7
- 2013 WU7
- 2013 WX7
- 2013 WZ7
- 2013 WB8
- 2013 WL8
- 2013 WM8
- 2013 WQ8
- 2013 WR8
- 2013 WT8
- 2013 WX8
- 2013 WY8
- 2013 WA9
- 2013 WB9
- 2013 WD9
- 2013 WH9
- 2013 WK9
- 2013 WO9
- 2013 WU9
- 2013 WV9
- 2013 WD10
- 2013 WE10
- 2013 WG10
- 2013 WO10
- 2013 WP10
- 2013 WW10
- 2013 WE11
- 2013 WM11
- 2013 WN11
- 2013 WR11
- 2013 WW11
- 2013 WA12
- 2013 WG12
- 2013 WO12
- 2013 WQ12
- 2013 WR12
- 2013 WZ12
- 2013 WC13
- 2013 WH13
- 2013 WL13
- 2013 WR13
- 2013 WS13
- 2013 WU13
- 2013 WE14
- 2013 WH14
- 2013 WJ14
- 2013 WK14
- 2013 WU14
- 2013 WF15
- 2013 WG15
- 2013 WK15
- 2013 WU15
- 2013 WW15
- 2013 WX15
- 2013 WZ15
- 2013 WA16
- 2013 WC16
- 2013 WD16
- 2013 WF16
- 2013 WH16
- 2013 WM16
- 2013 WY16
- 2013 WA17
- 2013 WB17
- 2013 WF17
- 2013 WX17
- 2013 WC18
- 2013 WD18
- 2013 WH18
- 2013 WN18
- 2013 WO18
- 2013 WY18
- 2013 WF19
- 2013 WJ19
- 2013 WT19
- 2013 WU19
- 2013 WX19
- 2013 WE20
- 2013 WF20
- 2013 WN20
- 2013 WS20
- 2013 WT20
- 2013 WU20
- 2013 WY20
- 2013 WA21
- 2013 WB21
- 2013 WC21
- 2013 WD21
- 2013 WM21
- 2013 WN21
- 2013 WR21
- 2013 WV21
- 2013 WX21
- 2013 WA22
- 2013 WE22
- 2013 WM22
- 2013 WP22
- 2013 WW22
- 2013 WB23
- 2013 WD23
- 2013 WO23
- 2013 WS23
- 2013 WB24
- 2013 WC24
- 2013 WE24
- 2013 WJ24
- 2013 WK24
- 2013 WM24
- 2013 WP24
- 2013 WQ24
- 2013 WR24
- 2013 WS24
- 2013 WW24
- 2013 WY24
- 2013 WB25
- 2013 WH25
- 2013 WL25
- 2013 WN25
- 2013 WS25
- 2013 WZ25
- 2013 WM26
- 2013 WW26
- 2013 WT27
- 2013 WZ27
- 2013 WC28
- 2013 WL28
- 2013 WM28
- 2013 WQ28
- 2013 WY28
- 2013 WZ28
- 2013 WB29
- 2013 WG29
- 2013 WK29
- 2013 WO29
- 2013 WQ29
- 2013 WT29
- 2013 WV29
- 2013 WW29
- 2013 WX29
- 2013 WC30
- 2013 WE30
- 2013 WL30
- 2013 WY30
- 2013 WD31
- 2013 WJ31
- 2013 WU31
- 2013 WZ31
- 2013 WC32
- 2013 WE32
- 2013 WF32
- 2013 WG32
- 2013 WO32
- 2013 WP32
- 2013 WQ32
- 2013 WR32
- 2013 WX32
- 2013 WZ32
- 2013 WA33
- 2013 WB33
- 2013 WH33
- 2013 WL33
- 2013 WN33
- 2013 WO33
- 2013 WQ33
- 2013 WT33
- 2013 WU33
- 2013 WA34
- 2013 WE34
- 2013 WH34
- 2013 WK34
- 2013 WL34
- 2013 WM34
- 2013 WP34
- 2013 WU34
- 2013 WV34
- 2013 WF35
- 2013 WY35
- 2013 WD36
- 2013 WM36
- 2013 WQ36
- 2013 WS36
- 2013 WU36
- 2013 WB38
- 2013 WG38
- 2013 WM38
- 2013 WN38
- 2013 WS38
- 2013 WB39
- 2013 WF39
- 2013 WG39
- 2013 WO39
- 2013 WQ39
- 2013 WU39
- 2013 WV39
- 2013 WY39
- 2013 WA40
- 2013 WH40
- 2013 WQ40
- 2013 WB41
- 2013 WE41
- 2013 WM41
- 2013 WP41
- 2013 WY41
- 2013 WB42
- 2013 WC42
- 2013 WO42
- 2013 WR42
- 2013 WV42
- 2013 WW42
- 2013 WX42
- 2013 WZ42
- 2013 WM43
- 2013 WN43
- 2013 WR43
- 2013 WS43
- 2013 WT43
- 2013 WU43
- 2013 WV43
- 2013 WX43
- 2013 WY43
- 2013 WZ43
- 2013 WA44
- 2013 WB44
- 2013 WC44
- 2013 WD44
- 2013 WE44
- 2013 WG44
- 2013 WJ44
- 2013 WO44
- 2013 WS44
- 2013 WT44
- 2013 WU44
- 2013 WV44
- 2013 WW44
- 2013 WX44
- 2013 WY44
- 2013 WZ44
- 2013 WA45
- 2013 WD45
- 2013 WE45
- 2013 WF45
- 2013 WJ45
- 2013 WN45
- 2013 WR45
- 2013 WT45
- 2013 WU45
- 2013 WV45
- 2013 WW45
- 2013 WH46
- 2013 WL46
- 2013 WP47
- 2013 WB48
- 2013 WO48
- 2013 WH49
- 2013 WK49
- 2013 WN49
- 2013 WB50
- 2013 WC50
- 2013 WE50
- 2013 WH50
- 2013 WL50
- 2013 WP50
- 2013 WF51
- 2013 WQ51
- 2013 WW51
- 2013 WX51
- 2013 WH52
- 2013 WJ52
- 2013 WK52
- 2013 WQ52
- 2013 WS52
- 2013 WW52
- 2013 WJ53
- 2013 WB54
- 2013 WF54
- 2013 WJ54
- 2013 WK54
- 2013 WP55
- 2013 WQ55
- 2013 WU56
- 2013 WN57
- 2013 WS57
- 2013 WO58
- 2013 WP58
- 2013 WY58
- 2013 WN59
- 2013 WR59
- 2013 WM60
- 2013 WS60
- 2013 WT60
- 2013 WZ60
- 2013 WH61
- 2013 WE62
- 2013 WF62
- 2013 WK62
- 2013 WQ62
- 2013 WT62
- 2013 WU62
- 2013 WY63
- 2013 WB64
- 2013 WE64
- 2013 WF64
- 2013 WG64
- 2013 WH64
- 2013 WK64
- 2013 WD65
- 2013 WK65
- 2013 WS65
- 2013 WG66
- 2013 WL66
- 2013 WX66
- 2013 WA67
- 2013 WF67
- 2013 WM67
- 2013 WN67
- 2013 WP67
- 2013 WR67
- 2013 WS67
- 2013 WX67
- 2013 WF68
- 2013 WQ68
- 2013 WS68
- 2013 WK69
- 2013 WQ69
- 2013 WR69
- 2013 WF70
- 2013 WJ70
- 2013 WN70
- 2013 WR70
- 2013 WU70
- 2013 WY70
- 2013 WB71
- 2013 WC71
- 2013 WQ71
- 2013 WU71
- 2013 WV71
- 2013 WY71
- 2013 WG72
- 2013 WT72
- 2013 WU72
- 2013 WE73
- 2013 WO73
- 2013 WS73
- 2013 WV73
- 2013 WZ73
- 2013 WG74
- 2013 WP74
- 2013 WR74
- 2013 WS74
- 2013 WY74
- 2013 WA75
- 2013 WC75
- 2013 WD75
- 2013 WE75
- 2013 WF75
- 2013 WH75
- 2013 WM75
- 2013 WS75
- 2013 WT75
- 2013 WC76
- 2013 WG76
- 2013 WM76
- 2013 WN76
- 2013 WQ76
- 2013 WS76
- 2013 WJ77
- 2013 WN77
- 2013 WP77
- 2013 WV77
- 2013 WX77
- 2013 WC78
- 2013 WD78
- 2013 WK78
- 2013 WO78
- 2013 WR78
- 2013 WY78
- 2013 WA79
- 2013 WK79
- 2013 WM79
- 2013 WY79
- 2013 WD80
- 2013 WG80
- 2013 WK80
- 2013 WR80
- 2013 WU80
- 2013 WV81
- 2013 WF82
- 2013 WG82
- 2013 WK82
- 2013 WL82
- 2013 WT82
- 2013 WY82
- 2013 WJ83
- 2013 WL83
- 2013 WT83
- 2013 WX83
- 2013 WZ83
- 2013 WR84
- 2013 WW84
- 2013 WJ85
- 2013 WP85
- 2013 WC86
- 2013 WQ86
- 2013 WT86
- 2013 WY86
- 2013 WB87
- 2013 WK87
- 2013 WL87
- 2013 WP87
- 2013 WV87
- 2013 WC88
- 2013 WF88
- 2013 WO88
- 2013 WQ88
- 2013 WU88
- 2013 WX88
- 2013 WE89
- 2013 WF89
- 2013 WH89
- 2013 WK89
- 2013 WR89
- 2013 WS89
- 2013 WW89
- 2013 WB90
- 2013 WF90
- 2013 WG90
- 2013 WH90
- 2013 WL90
- 2013 WM90
- 2013 WR90
- 2013 WT90
- 2013 WV90
- 2013 WX90
- 2013 WY90
- 2013 WZ90
- 2013 WB91
- 2013 WW91
- 2013 WA92
- 2013 WC92
- 2013 WG92
- 2013 WM92
- 2013 WO92
- 2013 WP92
- 2013 WQ92
- 2013 WS92
- 2013 WZ92
- 2013 WD93
- 2013 WF93
- 2013 WJ93
- 2013 WK93
- 2013 WM93
- 2013 WO93
- 2013 WQ93
- 2013 WU93
- 2013 WW93
- 2013 WN94
- 2013 WP94
- 2013 WV94
- 2013 WX94
- 2013 WY94
- 2013 WE95
- 2013 WF95
- 2013 WJ95
- 2013 WL95
- 2013 WR95
- 2013 WS95
- 2013 WV95
- 2013 WX95
- 2013 WB96
- 2013 WC96
- 2013 WF96
- 2013 WH96
- 2013 WO96
- 2013 WS96
- 2013 WT96
- 2013 WY96
- 2013 WU98
- 2013 WW98
- 2013 WD99
- 2013 WG99
- 2013 WH99
- 2013 WJ99
- 2013 WO99
- 2013 WC100
- 2013 WJ100
- 2013 WL100
- 2013 WP100
- 2013 WU100
- 2013 WX100
- 2013 WA101
- 2013 WB101
- 2013 WC101
- 2013 WD101
- 2013 WF101
- 2013 WH101
- 2013 WJ101
- 2013 WK101
- 2013 WM101
- 2013 WW101
- 2013 WX101
- 2013 WF102
- 2013 WG102
- 2013 WN102
- 2013 WP102
- 2013 WS102
- 2013 WX102
- 2013 WM103
- 2013 WW103
- 2013 WC104
- 2013 WD104
- 2013 WL104
- 2013 WY104
- 2013 WA105
- 2013 WG105
- 2013 WL105
- 2013 WW105
- 2013 WE106
- 2013 WM106
- 2013 WS106
- 2013 WD107
- 2013 WJ107
- 2013 WZ107
- 2013 WA108
- 2013 WF108
- 2013 WG108
- 2013 WH108
- 2013 WJ108
- 2013 WA109
- 2013 WD109
- 2013 WE109
- 2013 WP109
- 2013 WQ109
- 2013 WF110
- 2013 WL110
- 2013 WN110
- 2013 WP110
- 2013 WR110
- 2013 WS110
- 2013 WC111
- 2013 WF111
- 2013 WJ112
- 2013 WN112
- 2013 WS112
- 2013 WV112
- 2013 WG114
- 2013 WJ114
- 2013 WQ114
- 2013 WR114
- 2013 WY114
- 2013 WA115
- 2013 WC115
- 2013 WE115
- 2013 WF115
- 2013 WH115
- 2013 WL115
- 2013 WO115
- 2013 WQ115
- 2013 WR115
- 2013 WT115
- 2013 WU115
- 2013 WX115
- 2013 WY115
- 2013 WA116
- 2013 WB116
- 2013 WC116
- 2013 WE116
- 2013 WG116
- 2013 WJ116
- 2013 WL116
- 2013 WN116
- 2013 WO116
- 2013 WQ116
- 2013 WR116
- 2013 WS116
- 2013 WW116
- 2013 WX116
- 2013 WY116
- 2013 WA117
- 2013 WB117
- 2013 WD117
- 2013 WE117
- 2013 WF117
- 2013 WJ117
- 2013 WK117
- 2013 WL117
- 2013 WM117
- 2013 WN117
- 2013 WR117
- 2013 WW117
- 2013 WX117
- 2013 WY117
- 2013 WZ117
- 2013 WA118
- 2013 WB118
- 2013 WE118
- 2013 WF118
- 2013 WG118
- 2013 WH118
- 2013 WJ118
- 2013 WK118
- 2013 WM118
- 2013 WO118
- 2013 WP118
- 2013 WQ118
- 2013 WR118
- 2013 WS118
- 2013 WV118
- 2013 WW118
- 2013 WX118
- 2013 WY118
- 2013 WA119
- 2013 WB119
- 2013 WC119
- 2013 WD119
- 2013 WF119
- 2013 WG119
- 2013 WK119
- 2013 WL119
- 2013 WM119
- 2013 WN119
- 2013 WO119
- 2013 WP119
- 2013 WQ119
- 2013 WR119
- 2013 WS119
- 2013 WT119
- 2013 WU119
- 2013 WV119
- 2013 WW119
- 2013 WX119
- 2013 WY119
- 2013 WZ119
- 2013 WA120
- 2013 WB120
- 2013 WC120
- 2013 WD120
- 2013 WE120
- 2013 WF120
- 2013 WJ120
- 2013 WL120
- 2013 WZ120
- 2013 WB121
- 2013 WC121
- 2013 WE121
- 2013 WF121
- 2013 WK121
- 2013 WL121
- 2013 WO121
- 2013 WQ121
- 2013 WR121
- 2013 WS121
- 2013 WT121
- 2013 WV121
- 2013 WY121
- 2013 WC122
- 2013 WD122
- 2013 WE122
- 2013 WG122
- 2013 WJ122
- 2013 WL122
- 2013 WM122
- 2013 WN122
- 2013 WO122
- 2013 WQ122
- 2013 WR122
- 2013 WT122
- 2013 WU122
- 2013 WV122
- 2013 WW122
- 2013 WX122
- 2013 WY122
- 2013 WA123
- 2013 WC123
- 2013 WD123
- 2013 WE123
- 2013 WG123
- 2013 WH123
- 2013 WJ123
- 2013 WK123
- 2013 WL123
- 2013 WN123
- 2013 WT123
- 2013 WV123
- 2013 WW123
- 2013 WZ123
- 2013 WA124
- 2013 WB124
- 2013 WC124
- 2013 WD124
- 2013 WF124
- 2013 WG124
- 2013 WK124
- 2013 WL124
- 2013 WM124
- 2013 WO124
- 2013 WP124
- 2013 WV124
- 2013 WX124
- 2013 WA125
- 2013 WC125
- 2013 WF125
- 2013 WH125
- 2013 WK125
- 2013 WL125
- 2013 WM125
- 2013 WN125
- 2013 WO125
- 2013 WS125
- 2013 WZ125
- 2013 WB126
- 2013 WD126
- 2013 WE126
- 2013 WF126
- 2013 WK126
- 2013 WN126
- 2013 WK127
- 2013 WQ127
- 2013 WA128
- 2013 WB128
- 2013 WC128
- 2013 WD128
- 2013 WG128
- 2013 WJ128
- 2013 WO128
- 2013 WP128
- 2013 WT128
- 2013 WU128
- 2013 WY128
- 2013 WZ128
- 2013 WA129
- 2013 WB129
- 2013 WF129
- 2013 WK129
- 2013 WL129
- 2013 WM129
- 2013 WP129
- 2013 WQ129
- 2013 WR129
- 2013 WU129
- 2013 WZ129
- 2013 WG130
- 2013 WH130
- 2013 WJ130
- 2013 WK130
- 2013 WL130
- 2013 WM130
- 2013 WN130
- 2013 WO130
- 2013 WQ130
- 2013 WR130
- 2013 WS130
- 2013 WT130
- 2013 WU130
- 2013 WV130
- 2013 WX130
- 2013 WY130
- 2013 WC131
- 2013 WD131
- 2013 WG131
- 2013 WJ131
- 2013 WK131
- 2013 WL131
- 2013 WM131
- 2013 WO131
- 2013 WP131
- 2013 WQ131
- 2013 WR131
- 2013 WS131
- 2013 WT131
- 2013 WV131
- 2013 WX131
- 2013 WY131
- 2013 WA132
- 2013 WB132
- 2013 WC132
- 2013 WD132
- 2013 WF132
- 2013 WG132
- 2013 WK132
- 2013 WL132
- 2013 WM132
- 2013 WN132
- 2013 WO132
- 2013 WP132
- 2013 WR132
- 2013 WS132
- 2013 WT132
- 2013 WU132
- 2013 WX132
- 2013 WY132
- 2013 WA133
- 2013 WE133
- 2013 WG133
- 2013 WJ133
- 2013 WK133
- 2013 WO133
- 2013 WP133
- 2013 WR133
- 2013 WS133
- 2013 WT133
- 2013 WU133
- 2013 WV133
- 2013 WX133
- 2013 WZ133
- 2013 WA134
- 2013 WB134
- 2013 WD134
- 2013 WE134
- 2013 WG134
- 2013 WH134
- 2013 WK134
- 2013 WL134
- 2013 WM134
- 2013 WN134
- 2013 WP134
- 2013 WS134
- 2013 WT134
- 2013 WU134
- 2013 WV134
- 2013 WW134
- 2013 WY134
- 2013 WZ134
- 2013 WA135
- 2013 WB135
- 2013 WC135
- 2013 WH135
- 2013 WK135
- 2013 WL135
- 2013 WM135
- 2013 WN135
- 2013 WO135
- 2013 WU135
- 2013 WW135
- 2013 WX135
- 2013 WY135
- 2013 WB136
- 2013 WC136
- 2013 WD136
- 2013 WE136
- 2013 WH136
- 2013 WK136
- 2013 WL136
- 2013 WO136
- 2013 WP136
- 2013 WQ136
- 2013 WR136
- 2013 WS136
- 2013 WU136
- 2013 WV136
- 2013 WW136
- 2013 WY136
- 2013 WZ136
- 2013 WA137
- 2013 WB137
- 2013 WC137
- 2013 WD137
- 2013 WG137
- 2013 WH137
- 2013 WK137
- 2013 WL137
- 2013 WM137
- 2013 WO137
- 2013 WQ137
- 2013 WR137
- 2013 WS137
- 2013 WT137
- 2013 WU137
- 2013 WX137
- 2013 WA138
- 2013 WB138
- 2013 WC138
- 2013 WE138
- 2013 WF138
- 2013 WG138
- 2013 WJ138
- 2013 WL138
- 2013 WM138
- 2013 WN138
- 2013 WO138
- 2013 WP138
- 2013 WQ138
- 2013 WR138
- 2013 WU138
- 2013 WV138
- 2013 WW138
- 2013 WX138
- 2013 WY138
- 2013 WA139
- 2013 WB139
- 2013 WC139
- 2013 WD139
- 2013 WE139
- 2013 WF139
- 2013 WG139
- 2013 WH139
- 2013 WJ139
- 2013 WK139
- 2013 WL139
- 2013 WN139
- 2013 WO139
- 2013 WQ139
- 2013 WR139
- 2013 WS139
- 2013 WT139
- 2013 WU139
- 2013 WV139
- 2013 WW139
- 2013 WX139
- 2013 WY139
- 2013 WZ139
- 2013 WA140
- 2013 WB140
- 2013 WC140
- 2013 WD140
- 2013 WE140
- 2013 WF140
- 2013 WG140
- 2013 WH140
- 2013 WJ140
- 2013 WK140
- 2013 WL140
- 2013 WM140
- 2013 WN140
- 2013 WQ140
- 2013 WR140
- 2013 WS140
- 2013 WT140
- 2013 WU140
- 2013 WV140
- 2013 WW140
- 2013 WY140
- 2013 WZ140
- 2013 WA141
- 2013 WB141
- 2013 WC141
- 2013 WD141
- 2013 WE141
- 2013 WF141
- 2013 WH141
- 2013 WK141
- 2013 WL141
- 2013 WM141
- 2013 WN141
- 2013 WR141
- 2013 WS141
- 2013 WU141
- 2013 WV141
- 2013 WW141
- 2013 WX141
- 2013 WY141
- 2013 WB142
- 2013 WD142
- 2013 WF142
- 2013 WG142
- 2013 WH142
- 2013 WN142
- 2013 WO142
- 2013 WP142
- 2013 WS142
- 2013 WU142
- 2013 WW142
- 2013 WX142
- 2013 WY142
- 2013 WB143
- 2013 WC143
- 2013 WD143
- 2013 WF143
- 2013 WH143
- 2013 WJ143
- 2013 WK143
- 2013 WL143
- 2013 WM143
- 2013 WN143
- 2013 WP143
- 2013 WR143
- 2013 WS143
- 2013 WT143
- 2013 WU143
- 2013 WV143
- 2013 WW143
- 2013 WX143
- 2013 WY143
- 2013 WA144
- 2013 WB144
- 2013 WC144
- 2013 WE144
- 2013 WF144
- 2013 WG144
- 2013 WH144
- 2013 WJ144
- 2013 WK144
- 2013 WL144
- 2013 WM144
- 2013 WN144
- 2013 WO144
- 2013 WP144
- 2013 WQ144
- 2013 WR144
- 2013 WU144
- 2013 WV144
- 2013 WY144
- 2013 WZ144
- 2013 WA145
- 2013 WB145
- 2013 WC145
- 2013 WE145
- 2013 WG145
- 2013 WK145
- 2013 WL145
- 2013 WM145
- 2013 WN145
- 2013 WO145
- 2013 WP145
- 2013 WQ145
- 2013 WR145
- 2013 WT145
- 2013 WU145
- 2013 WV145
- 2013 WW145
- 2013 WY145
- 2013 WZ145
- 2013 WA146
- 2013 WB146
- 2013 WC146
- 2013 WD146
- 2013 WH146
- 2013 WJ146
- 2013 WK146
- 2013 WL146
- 2013 WM146
- 2013 WN146
- 2013 WO146
- 2013 WP146
- 2013 WQ146
- 2013 WR146
- 2013 WS146
- 2013 WU146
- 2013 WV146
- 2013 WW146
- 2013 WX146
- 2013 WY146
- 2013 WZ146
- 2013 WB147
- 2013 WC147
- 2013 WD147
- 2013 WE147
- 2013 WF147
- 2013 WH147
- 2013 WJ147
- 2013 WK147
- 2013 WL147
- 2013 WM147
- 2013 WN147
- 2013 WO147
- 2013 WP147
- 2013 WQ147
- 2013 WR147
- 2013 WS147
- 2013 WU147
- 2013 WV147
- 2013 WW147
- 2013 WX147
- 2013 WY147
- 2013 WZ147
- 2013 WA148
- 2013 WB148
- 2013 WC148
- 2013 WD148
- 2013 WE148
- 2013 WF148
- 2013 WG148
- 2013 WH148
- 2013 WJ148
- 2013 WK148
- 2013 WL148
- 2013 WM148
- 2013 WN148
- 2013 WO148
- 2013 WQ148
- 2013 WR148
- 2013 WS148
- 2013 WT148
- 2013 WU148
- 2013 WV148
- 2013 WX148
- 2013 WZ148
- 2013 WA149
- 2013 WB149
- 2013 WC149
- 2013 WD149
- 2013 WE149
- 2013 WF149
- 2013 WG149
- 2013 WH149
- 2013 WJ149
- 2013 WK149
- 2013 WL149
- 2013 WM149
- 2013 WN149
- 2013 WO149
- 2013 WP149
- 2013 WQ149
- 2013 WR149
- 2013 WS149
- 2013 WT149
- 2013 WU149
- 2013 WV149
- 2013 WW149
- 2013 WX149
- 2013 WY149
- 2013 WZ149
- 2013 WA150
- 2013 WB150
- 2013 WD150
- 2013 WE150
- 2013 WG150
- 2013 WH150
- 2013 WJ150
- 2013 WK150
- 2013 WL150
- 2013 WM150